# Rue Paulin-Paris
La rue Paulin Paris  est une voie de la commune de Reims, située au sein du département de la Marne, en région Grand Est.

## Situation et accès
La rue Paulin Paris appartient administrativement au Quartier Laon Zola - Neufchâtel - Orgeval à Reims.

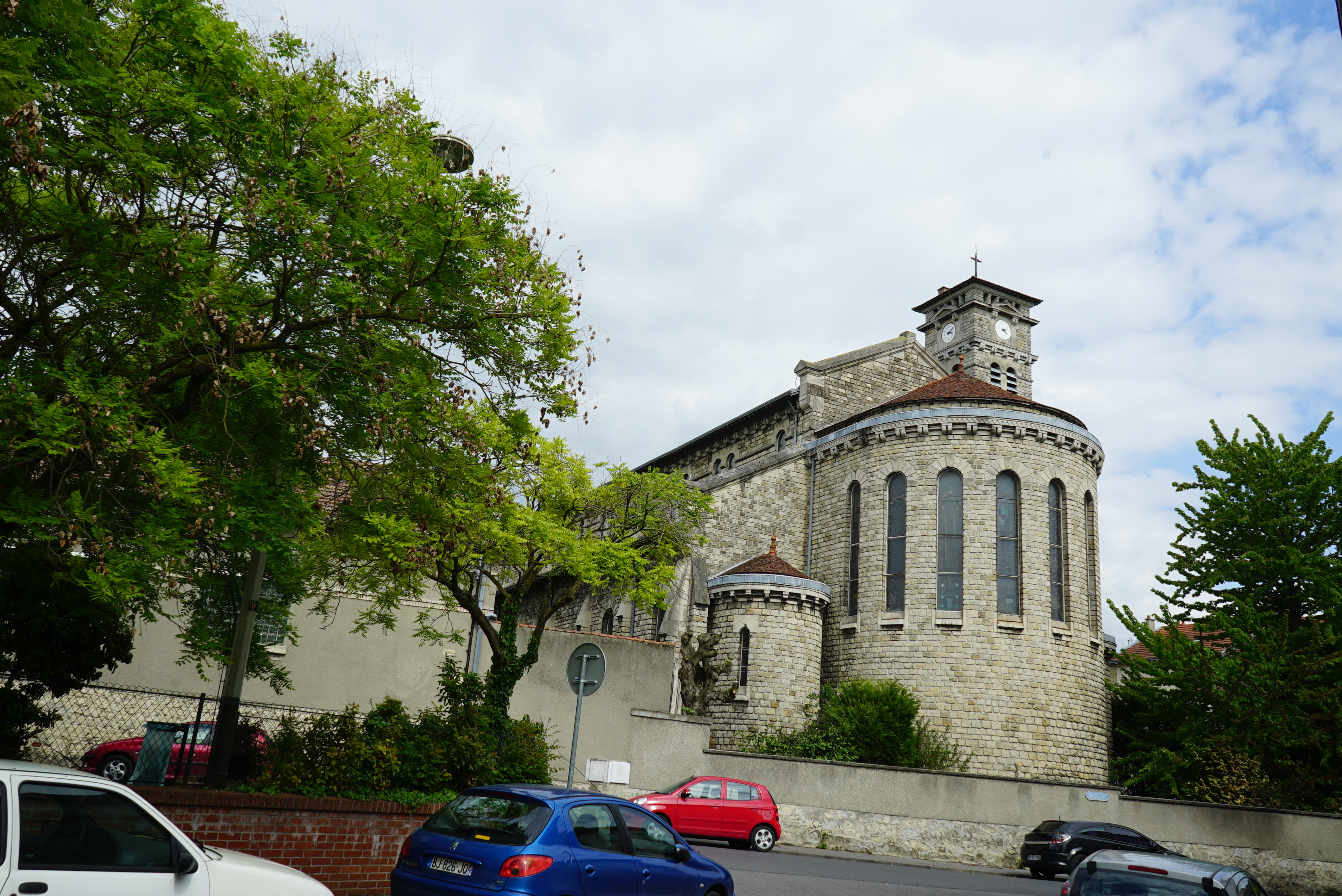
Le chevet de l'église Saint-Benoît (Reims).

## Origine du nom
Elle porte le nom de l'historien français de la littérature Paulin Paris (1800-1881).

## Historique
Alors appelée « rue de la Justice prolongée », elle est rebaptisée en 1887 « rue Paulin-Paris » puis prolongée, en 1925, jusqu’au boulevard Robespierre.

## Bâtiments remarquables et lieux de mémoire
Église Saint-Benoît.